# Humahuaca megye
Humahuaca egy megye Argentínában, Jujuy tartományban. A megye székhelye Humahuaca.

## Települések
Önkormányzatok és települések (Municipios)
| - El Aguilar (Municipio) - Humahuaca (Municipio) | - Hipólito Yrigoyen (Comisión Municipal) - Tres Cruces (Comisión Municipal) |

Vidéki központok ( centros rurales de población)
| - Uquia - Coctaca - Capla - Cianzo - Palca de Aparzo - Aparzo - Ronqui - Pucara | - Ucumaso - Hornaditas - Vizcarra - Coraya - Casa Grande - Río Grande - Chorcan - La Cueva | - Pueblo Viejo - Chaupi Rodeo - Casillas - Azul Pampa - Cobre - Chucalesna |